# Universitatea Naţională de Muzică Bucureşti
Det Nationale Universitet for Musik Bukarest (rumænsk: Universitatea Naţională de Muzică Bucureşti, forkortet UNMB) er et musikkonservatorium i Bukarest, Rumænien. Det blev etableret i 1863 reorganiseret i 1931. Det har fungeret som et offentligt universitet siden 2001. Universitetet udbød også dramaundervisning ind til 1950, da denne funktion blev overtaget af to institutter, der senere blev slået sammen til UNATC.

## Struktur
Konservatoriet er inddelt i to fakulteter: Fakultetet for Komposition, Musikvidenskab og Musikpædagogik og Fakultetet for Udøvende Kunst. Administrativt er det inddelt i Institut for Videnskabelig Forskning og Kunstneriske Aktiviteter, Institut for Internationale Forbindelser og Europæiske Programmer, Lærerundervisningsinstitutet, Musikforestillingsinstitutet og Institut for Lav-Residens-Programmer.
Hovedbygningen og rektoratet er placeret på Ştirbei Vodă Gade 33. Fra 2010 er UNMBs rektor Dan Dediu.